# 21e cérémonie des Teen Choice Awards
La 21e cérémonie des Teen Choice Awards a eu lieu le 11 août 2019 à Hermosa Beach (Los Angeles) et est retransmise sur la chaîne FOX.
Les prix récompensent les réalisations de l'année dans la musique, le cinéma, la télévision, le sport, la mode, la comédie, les jeux vidéo et d'internet, et ont été votés par les téléspectateurs âgés de 13 à 19.
Les premières nominations sont annoncées le 19 juin 2019.
Les deuxièmes nominations sont annoncées le 8 juillet 2019.

## Performances
- OneRepublic - Counting Stars et Rescue Me (en)[3]
- Zhavia Ward (en) - Deep Down
- Monsta X - Who Do U Love?
- Johnny Orlando, Jacob Sartorius, Hayden Summerall - California Gurls
- CNCO - Pretend
- Jordan McGraw et Sarah Hyland - Met At a Party
- Blanco Brown (en) - The Git Up (en)
- Mabel McVey - Don't Call Me Up (en)

## Palmarès
Les lauréats seront indiqués ci-dessous dans chaque catégorie et en caractères gras.

### Cinéma
| Film : Action | Acteur : Action | Actrice : Action |
| --- | --- | --- |
| Avengers: Endgame - Ant-Man et la Guêpe - Bumblebee - Captain Marvel - Men in Black International - Spider-Man: New Generation | Robert Downey Jr. dans Avengers: Endgame - John Cena dans Bumblebee - Chris Evans dans Avengers: Endgame - Chris Hemsworth dans Avengers: Endgame et Men in Black International - Samuel L. Jackson dans Captain Marvel - Paul Rudd dans Ant-Man et la Guêpe et Avengers: Endgame | Scarlett Johansson dans Avengers: Endgame - Brie Larson dans Captain Marvel et Avengers: Endgame - Evangeline Lilly dans Ant-Man et la Guêpe - Hailee Steinfeld dans Bumblebee - Zoe Saldana dans Avengers: Endgame - Tessa Thompson dans Avengers: Endgame et Men in Black International |
| Film : Science-fiction ou Fantastique | Acteur : Science-fiction ou Fantastique | Actrice : Science-fiction ou Fantastique |
| Aladdin - Aquaman - Dark Phoenix - Les Animaux fantastiques : Les Crimes de Grindelwald - Le Retour de Mary Poppins - Shazam! | Will Smith dans Aladdin - Jason Momoa dans Aquaman - Zachary Levi dans Shazam! - Mena Massoud dans Aladdin - James McAvoy dans Dark Phoenix - Lin-Manuel Miranda dans Le Retour de Mary Poppins                                                                                   | Naomi Scott dans Aladdin - Emily Blunt dans Le Retour de Mary Poppins - Amber Heard dans Aquaman - Keira Knightley dans Casse-Noisette et les Quatre Royaumes - Sophie Turner dans Dark Phoenix - Katherine Waterston dans Les Animaux fantastiques : Les Crimes de Grindelwald           |
| Film : Dramatique | Acteur : Dramatique | Actrice : Dramatique |
| After : Chapitre 1 - Bohemian Rhapsody - Breakthrough - Five Feet Apart - The Hate U Give : La Haine qu'on donne - À tous les garçons que j'ai aimés | Hero Fiennes-Tiffin dans After : Chapitre 1 - Noah Centineo dans À tous les garçons que j'ai aimés - Bradley Cooper dans A Star Is Born - Taron Egerton dans Rocketman - Rami Malek dans Bohemian Rhapsody - Cole Sprouse dans Five Feet Apart                                    | Josephine Langford dans After : Chapitre 1 - Lana Condor dans À tous les garçons que j'ai aimés - Lady Gaga dans A Star Is Born - Chrissy Metz dans Breakthrough - Haley Lu Richardson dans Five Feet Apart - Amandla Stenberg dans The Hate U Give : La Haine qu'on donne                |
| Film : Comédie | Acteur : Comédie | Actrice : Comédie |
| Crazy Rich Asians - Apprentis Parents - Isn't It Romantic - Little - Pokémon : Détective Pikachu - The Perfect Date | Noah Centineo dans The Perfect Date - Henry Golding dans Crazy Rich Asians - Kevin Hart dans Back to School - Liam Hemsworth dans Isn't It Romantic - Ryan Reynolds dans Pokémon : Détective Pikachu - Mark Wahlberg dans Apprentis Parents                                       | Laura Marano dans The Perfect Date - Awkwafina dans Crazy Rich Asians - Constance Wu dans Crazy Rich Asians - Tiffany Haddish dans Back to School - Marsai Martin dans Little - Rebel Wilson dans Isn't It Romantic                                                                       |
| Meilleur Vilain | | |
| Josh Brolin dans Avengers: Endgame - Johnny Depp dans Les Animaux fantastiques : Les Crimes de Grindelwald - Marwan Kenzari dans Aladdin - Jude Law dans Captain Marvel - Mark Strong dans Shazam! - Patrick Wilson dans Aquaman | | |
| Film de l'été | Film: Acteur de l'été | Film: Actrice de l'été |
| Spider-Man: Far From Home - Late Night - Murder Mystery - The Last Summer - Toy Story 4 - Yesterday | Tom Holland dans Spider-Man: Far From Home - K.J. Apa dans The Last Summer - Corey Fogelmanis (es) dans Ma - Charles Melton dans Mon étoile solaire - Himesh Patel dans Yesterday - Adam Sandler dans Murder Mystery                                                              | Zendaya dans Spider-Man: Far From Home - Jennifer Aniston dans Murder Mystery - Selena Gomez dans The Dead Don't Die - Mindy Kaling dans Late Night - Maia Mitchell dans The Last Summer - Yara Shahidi dans Mon étoile solaire                                                           |
| Meilleure bande originale | | |
| Aladdin - A Whole New World - (Zayn Malik et Zhavia Ward (en)) - A Star Is Born - Shallow - (Bradley Cooper et Lady Gaga) - Pokémon : Détective Pikachu - Carry On (en) - (Kygo et Rita Ora) - Spider-Man: New Generation - Sunflower - (Post Malone et Swae Lee) - UglyDolls - Broken & Beautiful (en) - (Kelly Clarkson) - Five Feet Apart - Don't Give Up - (Andy Grammer) | | |

### Télévision
| Série : Dramatique | Acteur : Dramatique | Actrice : Dramatique |
| --- | --- | --- |
| Riverdale - Good Trouble - Runaways - Pretty Little Liars: The Perfectionists - Star - The Resident                            | Cole Sprouse dans Riverdale - Adam Huber dans Dynasty - K.J. Apa dans Riverdale - Oliver Stark dans 9-1-1 - Justin Hartley dans This Is Us - Sterling K. Brown dans This Is Us                                                 | Lili Reinhart dans Riverdale - Camila Mendes dans Riverdale - Maia Mitchell dans Good Trouble - Cierra Ramirez dans Good Trouble - Ryan Destiny dans Star - Sofia Carson dans Pretty Little Liars: The Perfectionists                     |
| Série : Science-fiction ou Fantastique                                                                                         | Acteur : Science-fiction ou Fantastique | Actrice : Science-fiction ou Fantastique |
| Shadowhunters - Charmed - Les Nouvelles Aventures de Sabrina - Legacies - Supernatural - Les 100                               | Jared Padalecki dans Supernatural - Aubrey Joseph dans Cloak & Dagger - Bob Morley dans Les 100 - Dominic Sherwood dans Shadowhunters - Harry Shum Jr. dans Shadowhunters - Ross Lynch dans Les Nouvelles Aventures de Sabrina | Katherine McNamara dans Shadowhunters - Danielle Rose Russell dans Legacies - Ellen Page dans The Umbrella Academy - Kiernan Shipka dans Les Nouvelles Aventures de Sabrina - Melonie Diaz dans Charmed - Olivia Holt dans Cloak & Dagger |
| Série : Action | Acteur : Action | Actrice : Action |
| MacGyver - Arrow - Legends of Tomorrow - Supergirl - Flash - Gotham                                                            | Stephen Amell dans Arrow - Ben McKenzie dans Gotham - Brenton Thwaites dans Titans - Brandon Routh dans Legends of Tomorrow - Grant Gustin dans Flash - Lucas Till dans MacGyver                                               | Gabrielle Union dans L.A.'s Finest - Candice Patton dans Flash - Danielle Panabaker dans Flash - Emily Bett Rickards dans Arrow - Melissa Benoist dans Supergirl - Jessica Alba dans L.A.'s Finest                                        |
| Série : Comédie | Acteur : Comédie | Actrice : Comédie |
| The Big Bang Theory - Black-ish - Brooklyn Nine-Nine - La Fête à la maison : 20 ans après - Jane the Virgin - Au fil des jours | Jaime Camil dans Jane the Virgin - Andy Samberg dans Brooklyn Nine-Nine - Anthony Anderson dans Black-ish - Daniel Radcliffe dans Miracle Workers - Jim Parsons dans The Big Bang Theory - Marcel Ruiz dans Au fil des jours   | Nina Dobrev dans Fam (en) - Candace Cameron Bure dans La Fête à la maison : 20 ans après - Gina Rodriguez dans Jane the Virgin - Kaley Cuoco dans The Big Bang Theory - Sarah Hyland dans Modern Family - Yara Shahidi dans Black-ish     |
| Meilleure ancienne série | Télé réalité | Meilleur Vilain |
| Friends - All That - Beverly Hills 90210 - Moesha - Le Prince de Bel-Air - The Office                                          | America's Got Talent - L'Incroyable Famille Kardashian - Lip Sync Battle (en) - The Masked Singer - Queer Eye - The Voice | Cameron Monaghan dans Gotham - Adam Scott dans The Good Place - Jon Cryer dans Supergirl - Luke Baines (en) dans Shadowhunters - Sarah Carter dans Flash - Sea Shimooka dans Arrow                                                        |
| Meilleure série de l'été | Série : acteur de l'été | Série : actrice de l'été |
| Stranger Things - C'est du gâteau (en) - Cobra Kai - De celles qui osent - Tu crois que tu sais danser - Younger               | Noah Schnapp dans Stranger Things - Luka Sabbat dans Grown-ish - Diego Tinoco dans On My Block - Gaten Matarazzo dans Stranger Things - Finn Wolfhard dans Stranger Things - Caleb McLaughlin dans Stranger Things             | Millie Bobby Brown dans Stranger Things - Yara Shahidi dans Grown-ish - Chloe Bennet dans Marvel : Les Agents du SHIELD - Jessica Marie Garcia (pt) dans On My Block - Hilary Duff dans Younger - Rose McIver dans iZombie                |

### Film & Télévision
| Meilleure alchimie | Meilleure alchimie | Meilleure alchimie |
| --- | ------------------ | ------------------ |
| Lili Reinhart & Cole Sprouse dans Riverdale - Lady Gaga & Bradley Cooper dans A Star Is Born - Madelaine Petsch & Vanessa Morgan dans Riverdale - Katherine McNamara & Dominic Sherwood dans Shadowhunters - Laura Marano & Noah Centineo dans The Perfect Date - Lana Condor & Noah Centineo dans À tous les garçons que j'ai aimés |                    |                    |

### Musique
| Artiste Masculin | Artiste Féminin |
| --- | --- |
| Shawn Mendes - Khalid - Lil Nas X - Marshmello - Post Malone - Ed Sheeran | Billie Eilish - Cardi B - Ariana Grande - Halsey - Lauren Jauregui - Taylor Swift |
| Artiste latino | Artiste de Country |
| CNCO - Bad Bunny - J Balvin - Becky G - Daddy Yankee - Maluma | Dan + Shay - Kelsea Ballerini - Kane Brown (en) - Kacey Musgraves - Thomas Rhett - Brett Young |
| Artiste R&B/Hip-Hop | Artiste de Rock |
| Cardi B - Drake - Nicki Minaj - Post Malone - Normani - Travis Scott | Panic! at the Disco - AJR - Cage the Elephant - Imagine Dragons - Lovelytheband (en) - Twenty One Pilots |
| Révélation | Groupe |
| Billie Eilish - HRVY - Juice Wrld - Lil Nas X - Lizzo - Rosalía | Why Don't We - 5 Seconds of Summer - The Chainsmokers - Jonas Brothers - Panic! at the Disco - Little Mix |
| Single: Artiste masculin | Single: Artiste féminine |
| Two of Us — Louis Tomlinson - Better (en) – Khalid - If I Can't Have You (en) – Shawn Mendes - Old Town Road – Lil Nas X - Sicko Mode (en) – Travis Scott - Wow – Post Malone | Expectations (en) – Lauren Jauregui - 7 Rings – Ariana Grande - Bad Guy – Billie Eilish - Me! — Taylor Swift feat. Brendon Urie - Never Really Over – Katy Perry - Nightmare – Halsey |
| Single: Groupe | Chanson de collaboration |
| Ddu-Du Ddu-Du – Blackpink - 8 Letters (en) – Why Don't We - Bad Liar – Imagine Dragons - Easier (en) – 5 Seconds of Summer - Hey Look Ma, I Made It (en) – Panic! at the Disco - Sucker – Jonas Brothers | Boy with Luv (en) – BTS feat. Halsey - Dancing with a Stranger – Sam Smith & Normani - I Don't Care – Ed Sheeran & Justin Bieber - Old Town Road (Remix) – Lil Nas X feat. Billy Ray Cyrus - Shallow – Lady Gaga & Bradley Cooper - What a Time – Julia Michaels feat. Niall Horan          |
| Chanson Pop | Chanson Country |
| Thank U, Next – Ariana Grande - Dancing with a Stranger – Sam Smith & Normani - I Don't Care – Ed Sheeran & Justin Bieber - Me! – Taylor Swift feat. Brendon Urie (of Panic! at the Disco) - Sucker – Jonas Brothers - Sweet but Psycho – Ava Max                                                                            | Speechless (en) – Dan + Shay - Girl (en) – Maren Morris - Good as You (en) – Kane Brown (en) - Look What God Gave Her (en) – Thomas Rhett - Miss Me More (en) – Kelsea Ballerini - Rainbow (en) – Kacey Musgraves                                                                           |
| Chanson DJ | Chanson Latino |
| Close to Me (en) (Red Velvet remix) – Ellie Goulding, Diplo feat. Red Velvet - 365 (en) – Zedd & Katy Perry - Call You Mine – The Chainsmokers feat. Bebe Rexha - Find U Again (en) – Mark Ronson feat. Camila Cabello - Happier – Marshmello & Bastille - Who Do You Love (en) – The Chainsmokers feat. 5 Seconds of Summer | Pretend – CNCO - Baila Baila Baila (en) (Remix) – Ozuna feat. Daddy Yankee, Farruko, J. Balvin & Anuel AA - Con Altura – Rosalía, J. Balvin & El Guincho - Con Calma (Remix) – Daddy Yankee & Katy Perry feat. Snow - Mia (en) – Bad Bunny feat. Drake - Te Robaré (en) – Nicky Jam & Ozuna |
| Chanson R&B/Hip-Hop | Chanson de Rock |
| Old Town Road (Remix) – Lil Nas X feat. Billy Ray Cyrus - Going Bad (en) – Meek Mill feat. Drake - Pure Water (en) – Mustard & Migos - Sunflower (Spider-Man: Into the Spider-Verse) – Post Malone - Talk – Khalid - Wow – Post Malone                                                                                       | Hey Look Ma, I Made It (en) – Panic! at the Disco - 100 Bad Days – AJR - Joy (en) – Bastille - Natural – Imagine Dragons - Ready to Let Go – Cage the Elephant - These Are My Friends (en) – Lovelytheband                                                                                  |
| Artiste masculin de l'été | Artiste féminine de l'été |
| Shawn Mendes - Daddy Yankee - Lil Nas X - Drake - DJ Khaled - Khalid | Halsey - Ava Max - Julia Michaels - Katy Perry - Lizzo - Taylor Swift |
| Chanson de l'été | Groupe de l'été |
| Señorita – Shawn Mendes & Camila Cabello - Cool (en) – Jonas Brothers - Easier (en) – 5 Seconds of Summer - Summer Days (en) – Martin Garrix feat. Macklemore & Patrick Stump - Truth Hurts (en) – Lizzo - You Need to Calm Down – Taylor Swift                                                                              | Jonas Brothers - 5 Seconds of Summer - Little Mix - Panic! at the Disco - The Chainsmokers - Why Don't We |
| Tournée de l'été | Artiste international de l'année |
| BTS – BTS World Tour Love Yourself: Speak Yourself - Ariana Grande – Sweetener World Tour - Billie Eilish – When We All Fall Asleep Tour - Blackpink – Blackpink 2019 World Tour (In Your Area) - Jennifer Lopez – It's My Party - Shawn Mendes – Shawn Mendes: The Tour                                                     | BTS - Blackpink - CNCO - EXO - Little Mix - NCT 127 |

## Récompenses spéciales

### Decade Award: Prix d'honneur
- Jonas Brothers[5]

### Icon Award
- Taylor Swift[6]